# Felicita Frai
 Felicita Frai  (n. 20 octombrie 1909, Praga, Austro-Ungaria – d. 14 aprilie 2010, Milano, Italia) a fost o pictoriță cehă naturalizată în Italia.

## Viața și Opera
Felicita Frai  s-a născut în 20 octombrie 1909 în orașul Praga.
Artista a pictat, în special, imaginea feminină de variații infinite și flori pline de culoare și frumos.
Aceasta a foloseit ca tehnici principale: ulei, creion, acuarelă, litografie.
În anii 1940, s-a mutat la Milano, unde frecventează studioul de Giorgio de Chirico.
Participă la expoziția „Biennale di Venezia” din 1938 și 1948.
Pictorița a murit în Milano pe 14 aprilie 2010.